# Франсиско Перез (фудбалер)
Франсиско Висенте Перез је био аргентински фудбалски нападач који је играо за Аргентину на Светском првенству у фудбалу 1934. Играо је и за Алмагро.